# باریم سولفیت
باریم سولفیت (به انگلیسی: Barium sulfite) با فرمول شیمیایی BaSO۳ یک ترکیب شیمیایی با شناسه پاب‌کم ۵۱۶۹۳۱ است. که جرم مولی آن ۲۱۷٫۳۹۱ g/mol می‌باشد. شکل ظاهری این ترکیب، بلورهای دستگاه بلوری مونوکلینیک سفید است.